# Војна униформа
Војна униформа, као унапред одређен облик облачења, прерасле су службено прописану одећу, која означава род и службу војске.

## Историја

### Антика
Постоји неколико забележених покушаја да се успостави једнобразно одевање у антици, које превазилази сличност која се очекује од етничке или племенске одеће. Један пример је шпанска пешадија Ханибала која је носила беле тунике са гримизним ивицама. Један други је спартански хоплит у црвеној одећи. Војска од теракоте откривена у гробници првог кинеског цара (око 200. пне) има површну сличност, мада помније испитивање показује до седам различитих стилова оклопа, за које изгледа да нису били стандардизовани у засебним јединицама.

#### Рим
Легије Римске републике и царства имале су прилично стандардизовану одећу и оклоп, нарочито од приближно почетка до средине 1. века наовамо, када је представљена Лорика Сегментата (сегментни оклоп). Међутим, недостатак јединствене производње за римску војску значио је да су и даље постојале значајне разлике у детаљима. Чак се и оклоп произведен у државним радионицама разликовао у зависности од провинције порекла. Штитови су били офарбани у јединствене патерне како би назначили из које кохорте је војник. Фрагменти сачуване одеће и зидних слика указују на то да је основна туника римског војника била од необојене (прљаво беле) или црвено обојене вуне. Познато је да су виши команданти носили беле огртаче и перјанице. Центуриони - трупе који су дугорочно чиниле дугу легијску основу - одликовали су се попречним гребенима на шлемовима, разним украсима на грудима (фалере) који одговарају модерним медаљама, и огрлицама (симбол позајмљен од Гала и такође коришћен као војна награда), и штап винове лозе (Витис) који су носили као знак своје службе. Док су неке помоћне кохорте у касном римском периоду имале штитове са различитим бојама или дезенима, нема доказа да се било која римска легија разликовала од других по особеним карактеристикама осим бројева на кожним покривачима који су пружали заштиту њиховим штитовима.

### Пост-класична ера
Феудални систем Западне Европе пружао је примере препознатљивих карактеристика које означавају оданост једном или другом господару. Они су, међутим, ретко прелазили боје и узорке насликане на штитовима или извезене на огртачима. Ордени војних монаха, попут Темпларских витезова или хоспиталера, носили су плаштове, беле (са црвеним крстовима на рамену) или црне (са белим крстовима) преко уобичајеног патерна оклопа за своје периоде. У каснијем делу средњег века почели су се појављивати примери стандардизоване одеће која се издавала за одређене кампање. Енглески примери су укључивали беле огртаче које су носили норфолшки регрути 1296. године и зелено-белу одећу која је идентификовала чеширске стрелце током 14. века.
Редовне тематске (провинцијске) и тагматске (централне) трупе Византијског царства (Источног римског царства) први су познати војници који су имали оно што би се сада сматрало идентификацијом пука или јединице. Током 10. века, свака од коњичких „банди” које су сачињавале ове снаге забележена је као да има перјанице и друге ознаке у изразитој боји. Официри су носили појасеве или пекотарион, који су могли да буду различитих боја у складу са чином.

### Рана модерна ера

#### Европска региментарна одећа
Стилови и декорација војних униформи изузетно су се разликовали са статусом, имиџом и ресурсима војске током векова. Униформисано одевање постало је норма са усвајањем пуковских система, које је првобитно усвојила француска војска средином 17. века. Пре 1600. године неколико немачких и холандских пукова носило је црвене или жуте капуте. Отприлике од 1626. године надаље, део шведске пешадије добијао је одећу стандардне боје под Густавом Адолфом (отуда његови „жути” или „плави” пукови). Међутим, већина наметних војника из 15. и 16. века носила је цивилну одећу, а пукови су били обучени на рачун својих пуковника у било ком стилу и бојама које је пуковник преферирао. Чак би и краљевски стражари понекад добијали само препознатљив обојене заштитне огртаче или са извезеним ознакама за ношење преко обичне одеће. Да би се помогло војсци да разликује пријатеља од непријатеља, користили би се шалови, или друга импровизована идентификација позната као „теренски знакови”, (пракса која је и даље призната према међународном хуманитарном праву и ратним законима као „препознатљив знак”). Пољски знакови лако су се уклањали или облачили, као у примеру Џона Смита, штитоноше на страни ројалиста који је у бици код Еџхила навукао наранџасти шал парламентараца и без детаљнијег прерушавања поново освојио краљевски стандард од личног секретара грофа од Есекса.
До тог времена, барем у Француској, општи карактер одеће и прибора за ношење у разним приликама био је строго регулисан наредбама. Али једнообразност одеће није се могла очекивати све док је преовладавао систем „регрутовања” и војници су примани и отпуштани на почетку и на крају сваке кампање. Почеци униформе стога се могу наћи у истинским националним војскама, у Инделти Густава Адолфа и енглеској војсци Енглеског грађанског рата. У ранијим годинама потоњег, иако су богатији пуковници униформисали своје људе (на пример, „Бели огртачи” маркиза од Њукасла и црвена пешадијска гарда краља Чарлса), рустикалци и грађани одлазили су у рат у својој обичној грубој одећи, навлачечи оклоп и опасач за држање мача. Али 1645. године Дуги парламент је подигао војску за сталну службу, а пуковници су постали чиновници, а не власници. Војска новог модела била је одевена у цивилну ношњу тог доба - довољно капута, прслука, панталона, чарапа и ципела (у случају коњице, чизама) - али са карактеристичном црвеном бојом у целој армији и са пуковским превлакама разних боја и панталонама сиве боје. Убрзо након тога кацигу је заменио сиви шешир широких обода. Од капута је на крају еволуирала туника средином 19. века, а капа је постала нагнута капа касније генерације, која је генерално нестала током деценије 1800–1810, да би се поново појавила крајем 19. и почетком 20. века, до ког времена је то имало свој изворни облик „клонулог шешира“. За службу у Ирској, црвени капут новог модела армије замењен је огртачем жуте боје, баш као што је гримиз у 19. веку уступио место какију за индијску службу. Коњица (Ајрон Сајдс) је, међутим, носила кожне јакне и оклопе дуго након што их је пешадија напустила.
Тако је успостављен принцип који се од тада следи - уједначени капут и шарени поруби. По избору или погодности, већина корпуса од којих је оформљена војска новог модела дошла је обучена у црвено, са порубима према пуковниковом укусу. У Аустрији су се шездесет година касније догађаји одвили истим током. Тамошњи пуковници униформисали су своје људе по свом нахођењу, али су се вероватно, ради добијања „велепродајних” цена, договорили о употребљивој боји, бисерно сивој. Када је 1707. године принц Еуген регулисао питање јединствених прописа, мали број линијских пукова је морало да буде поново одевено. У Француској, као и у Енглеској и Аустрији, коњица, коју су још водиле богате класе, а не професионалци, била је униформисана по систему војске тек након пешадије. Међутим 1688. године шест седмина француске коњице униформисано је у светлосивој боји са црвеним облогама; а око половине драгунских пукова имало је црвене униформе и плаве маске. Маркиз од Лува, стварајући сталну војску, увео је пешадијску униформу као неопходну последицу. Домаћи француски пукови имали су светло сиве капуте, швајцарски црвене, немачки црне и италијански плаве, са различитим облогама. Вероватно је за француску сиву, попут аустријске, одлучено да буде добра „услужна” боја, која се могла јефтино произвести.
Током 18. века нормална војна униформа у Европи састојала се од стандардизованог облика цивилне одеће (тророги шешир, дугачки капут, прслук и панталоне). Једна изразито војна карактеристика биле су дугачке платнене гамаше које су досезале до средине бутине и имале су више дугмади. Одећа је била изненађујуће стандардизована између европских армија по кроју и општем обрису. Разлика се обично огледала у бојама: црвени капути за Британце и Данце, светлосиви, затим бели за француску, шпанску и аустријску пешадију, тамноплави за Прусе и Португалце, зелени за Русе итд. Унутар сваке војске различити пукови су се обично разликовали по „облогама” - подставама, повратцима и плетеницама на капутима у бојама које су биле карактеристичне за један или више пукова. Краљевски пешадијски пук француске војске, на пример, имао је велике тамноплаве маншете на својим белим шињелима. У одређеној мери функције које се захтевају од одређене групе војника одражавале су се у њиховој одећи. Тако су артиљеријске униформе у већини армија обично биле тамноплаве, из практичног разлога што би руковање црним прахом запрљало одећу светлије боје. Пешадијски бубњари и коњички трубачи често су имали „обрнуте“ боје са огртачима у боји пуковских облога.

## Функција
Униформа има више улога. Једна од њих, најчешће историјски, била је да војнике зараћених страна учини међусобно препознатљивим. Друга је да да умањи могућност откривања од стране непријатељских војника. Као фактор комуфлаже, и данас се употребљују маслинасто зелена и браон боја. Античка војничка одела могла су служити и да заплаше непријатеља.

## Боје
Боје униформи у копненој војсци, најчешће су:маслинасто зелена, зелена, маскирна и сива;
Боје униформи у ваздухопловној војсци, најчешће су: тамно и светлоплава;
Боје униформи у војној морнарици, најчешће су: бела, црна и тамноплава.

## Униформе у свету
- Војне униформе у Русији
- Униформа британске гарде
- Униформа Швајцарске гарде у Ватикану
- Униформа центуриона Римског царства
- Униформа Француске легије странаца
- Службена униформа Војске Србије